# Józef Małowieski

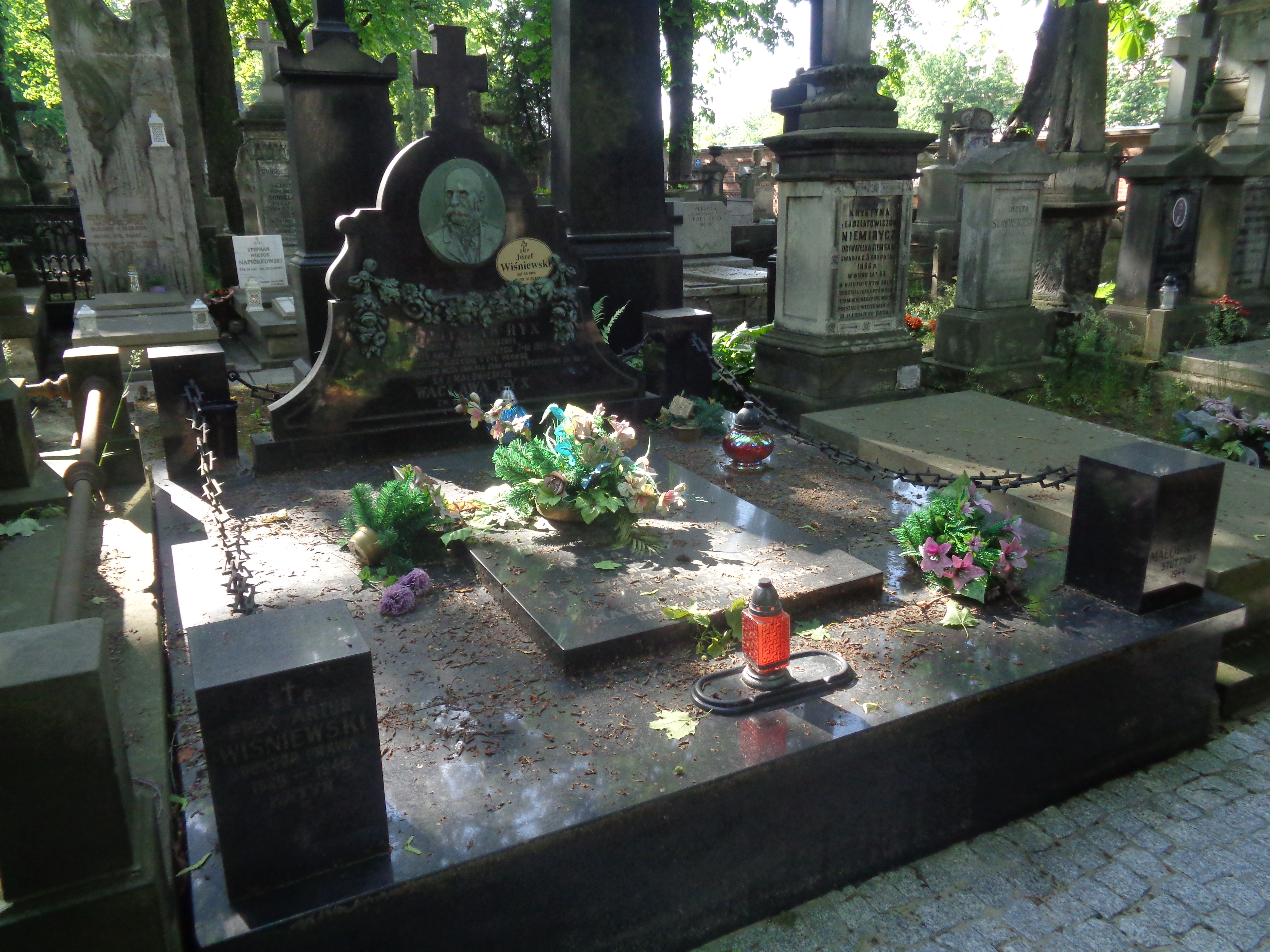
Grób Artura Wiśniewskiego i Józefa Małowieskiego na cmentarzu Powązkowskim

Józef Małowieski (ur. 16 maja 1892 w Strękowie k. Ostrowi Mazowieckiej, zm. 1 grudnia 1944 w KL Stuthoff) – polski polityk, poseł na Sejm Litwy Środkowej, wicemarszałek Sejmu Litwy Środkowej w 1922 roku, poseł na Sejm Ustawodawczy.

## Życiorys
Ukończył gimnazjum w Siedlcach, później studiował na Wydziale Budowy Maszyn Politechnice w Pradze. Podczas studiów w Pradze działał w ZMP „Zet”. Po powrocie ze studiów był nauczycielem matematyki w Gimnazjum Podlaskim. Był członkiem ekspozytury Centralnego Komitetu Narodowego w Siedlcach (XI 1916 – V 1917). W latach 1919–1920 był komendantem okręgu wileńskiego Towarzystwa Straży Kresowej. Uczestniczył jako ochotnik w wojnie polsko-bolszewickiej.
8 stycznia 1922 został wybrany posłem na Sejm Litwy Środkowej, reprezentował w nim Rady Ludowe. W tym samym roku (również z ramienia RL) zasiadał w Sejmie Ustawodawczym jako reprezentant okręgu IV (Oszmiana).
Od grudnia 1922 do listopada 1931 r. pracował w Kuratorium Okręgu Szkolnego w Wilnie, ostatnio jako naczelnik wydziału ogólnego. Następnie przeniósł się do Warszawy, gdzie pełnił tę funkcję radcy Kuratorium Okręgu Szkolnego. W latach 30. był prezesem Zarządu Głównego Związku Polskiej Młodzieży Demokratycznej. Działał także w Związku Patriotycznym i Związku Seniorów Organizacji Młodzieży Narodowej.
W czasie II wojny światowej pracował w Wydziale Rozdziału i Kontroli Urzędu Wyżywienia przy Zarządzie miasta Warszawy. Był żołnierzem Armii Krajowej, walczył w powstaniu warszawskim. 27 września 1944 r. trafił do niewoli niemieckiej. Dwa dni później został wywieziony do obozu koncentracyjnego Stutthof, gdzie po kilku tygodniach zmarł. Jego grób symboliczny znajduje się na cmentarzu Powązkowskim (kwatera 15-3-8/9).

## Ordery i odznaczenia
- Złoty Krzyż Zasługi (15 kwietnia 1929)[3]